# Philothermus puberulus
Philothermus puberulus is een keversoort uit de familie dwerghoutkevers (Cerylonidae). De wetenschappelijke naam van de soort werd in 1878 gepubliceerd door Schwarz.